# ترينداد ومارتين فاز
```
ترينداد ومارتن فاز
 
[
1
]
 ( 
(
بالبرتغالية
: Trindade e Martim Vaz
‏
)
 ،
تلفظ برتغالي
: 
‎
/tɾĩˈdadʒi i mɐʁˈtʃĩ ˈvas/
‏
 ) هو 
أرخبيل
 يقع في جنوب 
المُحيط الأطلسي على بعد
 حوالي 
1,100 كيلومتر (680
 
ميل)
 شرق ساحل 
إسبيريتو سانتو
 في 
البرازيل
، والذي يشكل جزءًا منه. تبلغ مساحة الأرخبيل 
10.4 كيلومتر مربع (4.0
 
ميل
2
)
 ومحطة أبحاث مدعومة من البحرية تتسع لـ 8 أشخاص.
[
2
]
 يتكون الأرخبيل من خمس جزر وعدة صخور ومداخن ؛ ترينداد هي أكبر جزيرة، وتبلغ مساحتها 
10.1 كيلومتر مربع (3.9
 
ميل
2
)
 ؛ حوالي 
49 كيلومتر (30
 
ميل)
 شرقها هي جزر مارتين فاز الصغيرة، وتبلغ مساحتها الإجمالية 
0.3 كيلومتر مربع (30.0
 
ها)
 .
```

الجزر من أصل بركاني ولها تضاريس وعرة. قاحلة إلى حد كبير، باستثناء الجزء الجنوبي من ترينداد. اكتشفها المستكشف البرتغالي إستيفاو دا جاما في عام 1502 وظل البرتغاليين حتى أصبحوا جزءًا من البرازيل عند استقلالها عام 1822 . من 1895 إلى 1896 ، احتلت المملكة المتحدة ترينداد حتى تم التوصل إلى اتفاق مع البرازيل. خلال فترة الاحتلال البريطاني، كانت ترينداد معروفة باسم «جنوب ترينيداد».
تقع الجزر على بعد حوالي 2,100 كيلومتر (1,300 ميل) جنوب غرب جزيرة أسنسيون و 2,550 كيلومتر (1,580 ميل) الغرب من سانت هيلينا، بينما تبلغ المسافة إلى الساحل الغربي لأفريقيا 4,270 كيلومتر (2,650 ميل) .

## جغرافيا
الجُزر الفردية مع مواقعها المذكورة في ما يلي:
- جزيرة ترينداد (20°31′30″S 29°19′30″W / 20.52500°S 29.32500°W)

- جزيرة مارتين فاز(20°30′00″S 28°51′00″W / 20.50000°S 28.85000°W)
  - الجزيرة الشمالية (20°30′00″S 28°51′00″W / 20.50000°S 28.85000°W)
  - جزيرة رشا (20°30′18″S 29°20′42″W / 20.50500°S 29.34500°W)
  - نيدل روك صخرة دائرية مسطحة 200 متر (660 قدمًا) شمال غرب جزيرة رشا، يبلغ ارتفاعها 60 مترًا (200 قدم).
  - جزيرة الجنوب (20°31′00″S 28°51′00″W / 20.51667°S 28.85000°W)

### ترينداد
تقع جزيرة ترينداد الصغيرة، التي تبلغ مساحتها 10.3 كيلومتر مربع، في الطرف الشرقي لسلسلة البراكين الغائص والجبال البحرية الممتدة على بعد حوالي 1000 كيلومتر (620 ميل) من الجرف القاري قبالة الساحل البرازيلي، وهي أبعد من مُنتصف الطريق بين البرازيل وحيد وسط المحيط الأطلسي بالقرب من الطرف الشرقي لغائص فيتوريا ترينداد ريدج. كما أنها جزيرة بركانية جبلية مجففة بها العديد من قباب الحمم البركانية الصوتية والمقابس البركانية شديدة الانحدار.
حتى عام 1850، كانت الجزيرة يُغطيها 85٪ بغابة من الأشجار. أدى إدخال الحيوانات غير الأصلية مثل الماعز والخنازير والأغنام وما إلى ذلك، من استئصال كامل لها، مما تسبب في تآكل شديد في جميع أنحاء الجزيرة مع فقدان حوالي متر إلى مترين من التربة الخصبة، ناهيك عن قطع الأشجار العشوائي. وأدى هذا الدمار إلى إعاقة تدفق مجاري المياه مع نضوب عدد من الينابيع.
الأرخبيل هو موقع تعشيش رئيسي للسلاحف البحرية الخضراء في البرازيل. هناك أيضًا أعداد كبيرة من الطيور البحرية المتكاثرة، بما في ذلك الأنواع الفرعية المستوطنة من الفرقاطة الكبيرة (Fregata minor nicolli) والفرقاطة الصغرى (F. ariel trinitatis) وهو موقع تكاثر طائر النوء التريندادي. تم التأكيد على استخدام جزيرة ترينداد كحضانة لجمل البحر.

## التاريخ

### من القرن 16 إلى القرن 18
تم اكتشاف جزر ترينداد ومارتن فاز في عام 1502 من قبل الملاحين البرتغاليين بقيادة إستيفاو دا غاما، وأصبحت مع البرازيل جزءًا من الإمبراطورية البرتغالية.
ذهب العديد من الزوار إلى مارتن فاز، وأشهرهم عالم الفلك الإنجليزي إدموند هالي، الذي استولى على الجزيرة نيابة عن الملكية البريطانية في عام 1700. عُثِر على ماعز وخنازير برية، تعود إلى أحفاد الحيوانات التي أطلقها هالي في مارتن فاز عام 1939.

### من القرن 19 إلى 20
في عام 1889، ذهب إدوارد فريدريك نايت للبحث عن الكنز في الجزيرة. لم ينجح في ذلك لكنه كتب وصفًا تفصيليًا للجزيرة ورحلته الاستكشافية بعنوان The Cruise of the Alerte.

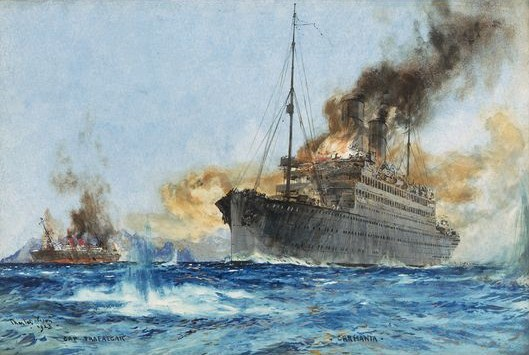
كارمانيا تُغرق ترفالغار خلال الحرب العالمية الأولى في جنوب المحيط الأطلسي، سبتمبر 1914

في عام 1893 ، طالب أمريكي فرنسي آخر، جيمس هاردن-هيكي بالجزيرة وأعلن نفسه جيمس الأول، أمير ترينيداد. وفقًا لخطط جيمس هاردن-هيكي، ستُصبح ترينيداد بعد الاعتراف بها كدولة مستقلة، ذو ديكتاتورية عسكرية. وقام بتصميم الطوابع البريدية والعلم الوطني وشعار النبالة وأسس نظام الفروسية واشترى مركب شراعي لنقل المستعمرين ؛ وافتتح مكتب قنصلية في مدينة نيويورك ؛ بل وأصدر سندات حكومية لتمويل وتشييد البنية التحتية في الجزيرة. على الرغم من خططه، سخر العالم من فكرته أو تجاهلها..
في يوليو 1895، حاول البريطانيون مرة أخرى الاستيلاء على هذا الموقع الاستراتيجي في المحيط الأطلسي. خطط البريطانيون لاستخدام الجزيرة كمحطة كابل. ومع ذلك، فإن الجهود الدبلوماسية البرازيلية، إلى جانب الدعم البرتغالي أعادت جزيرة ترينداد إلى السيادة البرازيلية. ومن أجل إظهار السيادة البرازيلية بوضوح على الجزيرة، أصبحت جزءًا من ولاية إسبيريتو سانتو وبلدية فيتوريا، تم بناء معلم في 24 يناير 1897. في الوقت الحاضر، يتسم الوجود البرازيلي بوجود قاعدة بحرية برازيلية دائمة على الجزيرة الرئيسية. وفي يوليو 1910، وصلت السفينة تيرا نوفا التي كانت تحمل آخر رحلة استكشافية للكابتن روبرت فالكون سكوت إلى القطب الجنوبي، في ذلك الوقت كانت الجزيرة غير مأهولة بالسكان. واكتشف أعضاء البعثة الجزيرة لأغراض علمية، وتم تضمين وصف لها في أسوأ رحلة في العالم، بقلم أبسلي شيري جارارد، أحد أعضاء البعثة.
في أغسطس 1914، أنشأت البحرية الإمبراطورية الألمانية قاعدة إمداد لسفنها الحربية قبالة ترينداد. في 14 سبتمبر 1914، حارب الطراد التابع للبحرية البريطانية (إتش إم إس كارمانيا) السفينة البحرية الألمانية (إس إم إس كاب ترِفالغار) قبالة ترينداد في معركة ترينداد، وأغرقتها، لكنه تعرضت لأضرار جسيمة.

## روابط خارجية
- تريندايد (الإسبانية)